# Allomarkgrafia ovalis
Allomarkgrafia ovalis är en oleanderväxtart som först beskrevs av Hipólito Ruiz López, Amp; Pavon och Markgr., och fick sitt nu gällande namn av Robert Everard Woodson. Allomarkgrafia ovalis ingår i släktet Allomarkgrafia och familjen oleanderväxter. Inga underarter finns listade i Catalogue of Life.